# 绰斯甲河
绰斯甲河，是中国长江流域的一条河流，汇入大渡河西源，属于大渡河水系。河长385千米，流域面积16900平方千米，年均流量191立方米每秒。自然落差1620米。水能理论蕴藏量40万千瓦。